# Azamara Cruises
Azamara Cruises est une compagnie maritime fondée en mai 2007, elle est une filiale de Royal Caribbean International.

## Histoire
À l'origine, cette société n'était qu'une marque de croisière de la compagnie Celebrity Cruises. Mais comme les deux navires de cette marque étaient tellement différents de ceux de Celebrity Cruises, que leur société mère, la Royal Caribbean International décida de créer la société Azamara Cruises.

## Navires
Azamara Cruises dispose aujourd'hui de quatre navires :
| Nom             | Année de production | Année de mise en service | Tonnage | Pays d'enregistrement | Note |
| --------------- | ------------------- | ------------------------ | ------- | --------------------- | ---- |
| Azamara Journey | 2000                | 2007                     | 30 277  | Malte                 |      |
| Azamara Quest   | 2000                | 2007                     | 30 277  | Malte                 |      |
| Azamara Pursuit | 2001                | 2018                     | 30 277  | Malte                 |      |
| Azamara Onward  | 1999                | 2022                     | 30 277  | Malte                 |      |